# Жербелес
Же́рбелес (латыш. Žērbeles ezers) — озеро на правом берегу верхнего течения реки Киреле в Вецатской волости Буртниекского края Латвии. Относится к бассейну Салацы.
Озеро Жербелес находится в центральной части Северовидземского биосферного заповедника на Буртниекской равнине в 3,8 км юго-западнее села Вецате. Площадь озера составляет 0,4 га. Сообщается с рекой Киреле через протоку, подходящую к северной оконечности озера.